# Biographisches Lexikon des Kaiserthums Oesterreich

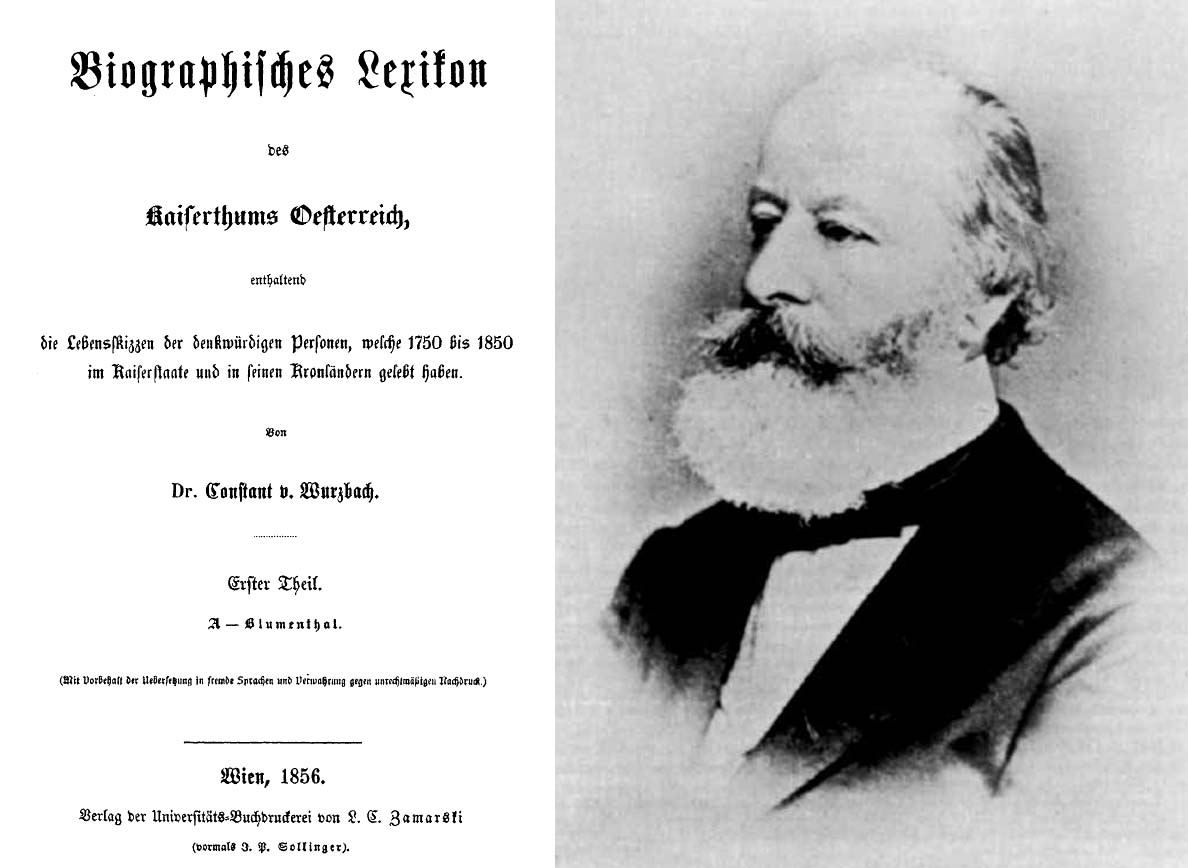
Titulní list díla a jeho autor Constantin von Wurzbach

Biographisches Lexikon des Kaiserthums Oesterreich (zkr. BLKÖ) je biografická encyklopedie zahrnující osobnosti Rakouska a životní dílo lexikografa a spisovatele Constantina von Wurzbach.

## Popis
Dílo bylo publikováno v šedesáti svazcích v letech 1856–1891. Obsahuje 24 254 biografií hlavně z období 1750 a 1850 z rakouských korunních zemí, tedy osobností, které se narodily, působily, či zemřely v Habsburské monarchii, Rakouském císařství a Rakousko-Uhersku.
V roce 1953 započala Rakouská akademie věd vydávat navazující biografické dílo Österreichisches Biographisches Lexikon 1815–1950 (ÖBL).

## Díly
U jednotlivých dílů je uveden odkaz na jejich digitální přístup. ws = na německých Wikizdrojích, alo = na projektu Austrian Literature Online
- ws alo  1. díl (1856): A – Blumenthal
- ws alo  2. díl (1857): Bninski – Cordova
- ws alo  3. díl (1858): Coremans – Eger
- ws alo  4. díl (1858): Egervári – Füchs
- ws alo  5. díl (1859): Füger – Gsellhofer
- ws alo  6. díl (1860): Guadagni – Habsburg (Agnes – Ludwig)
- ws alo  7. díl (1861): Habsburg – Hartlieb
- ws alo  8. díl (1862): Hartmann – Heyser
- ws alo  9. díl (1863): Hibler – Hysel
- ws alo 10. díl (1863): Jablonowski – Karolina
- ws alo 11. díl (1864): Károlyi – Kiwisch und Nachträge
- ws alo 12. díl (1864): Klácel – Korzistka
- ws alo 13. díl (1865): Kosarek – Lagkner
- ws alo 14. díl (1865): Laicharding – Lenzi und Nachträge (II. Folge)
- ws alo 15. díl (1866): Leon – Lomeni
- ws alo 16. díl (1867): Londonia – Marlow
- ws alo 17. díl (1867): Maroevic – Meszlény
- ws alo 18. díl (1868): Metastasio – Molitor
- ws alo 19. díl (1868): Moll – Mysliveczek
- ws alo 20. díl (1869): Nabielak – Odelga
- ws alo 21. díl (1870): O'Donell – Perényi
- ws alo 22. díl (1870): Pergen – Podhradszky und Nachträge (III. Folge)
- ws alo 23. díl (1872): Podlaha – Prokesch
- ws alo 24. díl (1872): Prokop – Raschdorf
- ws alo 25. díl (1868): Rasner – Rhederer
- ws alo 26. díl (1874): Rhedey – Rosenauer und Nachträge (VI. Folge)
- ws alo 27. díl (1874): Rosenberg – Rzikowsky
- ws alo 28. díl (1874): Saal – Sawiczewski und Nachträge (VII. Folge)
- ws alo 29. díl (1875): Sax – Schimpf
- ws alo 30. díl (1875): Schindler – Schmuzer
- ws alo 31. díl (1876): Schnabel – Schröter
- ws alo 32. díl (1876): Schrötter – Schwicker
- ws alo 33. díl (1877): Schwarzenberg – Seidl
- ws alo 34. díl (1879): Seidl – Sina
- ws alo 35. díl (1877): Sinacher – Sonnenthal
- ws alo 36. díl (1878): Sonnklar – Stadelmann
- ws alo 37. díl (1878): Stadion – Stegmayer
- ws alo 38. díl (1879): Stehlik – Stietka
- ws alo 39. díl (1879): Stifft – Streel
- ws alo 40. díl (1880): Streeruwitz – Suszycki
- ws alo 41. díl (1880): Susil – Szeder
- ws alo 42. díl (1880): Szedler – Taaffe
- ws alo 43. díl (1881): Tabacchi – Terklau
- ws alo 44. díl (1882): Terlago – Thürmer
- ws alo 45. díl (1882): Thugut – Török
- ws alo 46. díl (1882): Toffoli – Traubenburg
- ws alo 47. díl (1883): Traubenfeld – Trzeschtik
- ws alo 48. díl (1883): Trzetrzewinsky – Ullepitsch
- ws alo 49. díl (1884): Ullik – Vassimon
- ws alo 50. díl (1884): Vastag – Villani
- ws alo 51. díl (1885): Villata – Vrbna
- ws alo 52. díl (1885): Vrčevic – Wallner
- ws alo 53. díl (1886): Wallnöfer – Weigelsperg
- ws alo 54. díl (1886): Weil – Weninger
- ws alo 55. díl (1887): Weninger – Wied
- ws alo 56. díl (1888): Wiedemann – Windisch
- ws alo 57. díl (1889): Windisch-Grätz – Wolf
- ws alo 58. díl (1889): Wolf – Wurmbrand
- ws alo 59. díl (1890): Wurmser – Zhuber
- ws alo 60. díl (1891): Zichy – Zyka